# Пражмув (Лодзинське воєводство)
Пражмув (пол. Prażmów) — село в Польщі, у гміні Буженін Серадзького повіту Лодзинського воєводства.
Населення — 255 осіб (2011).
У 1975-1998 роках село належало до Серадзького воєводства.

## Демографія
Демографічна структура станом на 31 березня 2011 року:
|          | Загалом | Допрацездатний вік | Працездатний вік | Постпрацездатний вік |
| -------- | ------- | ------------------ | ---------------- | -------------------- |
| Чоловіки | 141     | 24                 | 99               | 18                   |
| Жінки    | 114     | 21                 | 61               | 32                   |
| Разом    | 255     | 45                 | 160              | 50                   |